# 屋上姫
『屋上姫』（おくじょうひめ）は、TOBIによる日本の漫画作品。当初は無料ウェブコミック配信サイト『FlexComixブラッド』（フレックスコミックス）にて連載されていたが、2012年10月より『COMIC メテオ』（ジー・モード）へ移籍し2013年1月まで連載された。

## 概要
普通の高校生である主人公とミステリアスな年上の生徒会長、そして幼馴染との間で繰り広げられる三角関係恋愛漫画作品。
作者にとっての4作品目の連載作品として、2010年9月22日より無料ウェブコミック配信サイト『FlexComixブラッド』（フレックスコミックス）にて連載を開始する。基本的に月1回の更新ペースで配信されていたが、2012年3月21日更新の第17話以降は一時的に最新話が配信されない状態が続いていた。しかし2012年9月に『FlexComixブラッド』が同じく無料ウェブコミック配信サイトである『COMIC メテオ』（ジー・モード）へと吸収合併されたために本作品も併せて移籍。2012年9月26日より連載を再開し、2013年1月30日更新話にて最終回を迎えた。

## 登場人物
黛 陽平（まゆずみ ようへい）
高校1年生。部活の勧誘にからまれていた結子を助けた澄花の行動から彼女に好意を持ち、その後、屋上で澄花から告白されつきあうことになった。
霞上 澄花（かすがみ すみか）
理事長の孫で高校1年のときから生徒会長になり周囲からは『屋上姫』と呼ばれる。
伊集院 結子（いじゅういん ゆいこ）
陽平と幼馴染で同じ1年B組。陽平に昔から好意を持っている。
源条 信忠（げんじょう のぶただ）
陽平と幼馴染で同じ1年B組。

## 書誌情報

### 旧版
- TOBI 『屋上姫』 発行：フレックスコミックス / 発売：ソフトバンククリエイティブ 〈Flex Comix〉、全2巻

1. 2011年2月20日初版第1刷発行（2月12日発売）、ISBN 978-4-7973-6354-8
2. 2011年8月20日初版第1刷発行（8月12日発売）、ISBN 978-4-7973-6630-3

### 再版
2012年2月以降にフレックスコミックスより発行される全ての書籍の発売元がソフトバンククリエイティブから変更になったため、重版的な意味合いで再出版された。そのため本自体は奥付などに記載の出版社表記及びISBN以外に変更は無く、続巻はこちらから発行された。
- TOBI 『屋上姫』 発行：フレックスコミックス / 発売：ほるぷ出版 〈Flex Comix〉、全4巻

1. 2012年2月1日初版第1刷発行（同日発売）、ISBN 978-4-593-85515-5
2. 2012年2月1日初版第1刷発行（同日発売）、ISBN 978-4-593-85516-2
3. 2012年3月20日初版第1刷発行（3月12日発売）、ISBN 978-4-593-85681-7
4. 2013年2月20日初版第1刷発行（2月12日発売）、ISBN 978-4-593-85721-0